# روتان لانگ-ئی‌زد
روتان لانگ-ئی‌زد (به انگلیسی: Rutan Long-EZ) یک هواگرد ساختِ کارخانهٔ سکیلد کامپوزیتس در کشور ایالات متحده آمریکا است.